# Samuel Luchtmans (III)

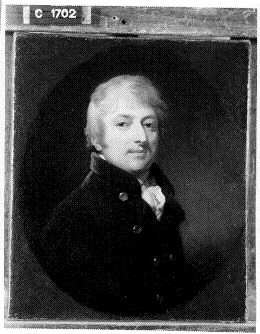
Samuel Luchtmans (III)

Samuel Luchtmans (III) (Leiden, 15 juni 1766 - 15 mei 1812) was een boekhandelaar en boekdrukker in de Nederlandse stad Leiden.

## Leven
Samuel Samuelszn. was een zoon van Samuel Luchtmans (II) en Constantia Elisabeth Reytsma. Na het voltooien van zijn opleiding aan het gymnasium ging Samuel rechten studeren en behaalde hij de titel van meester in de rechten. Hierna trad hij toe tot de firma S. en J. Luchtmans, die sinds het overlijden van zijn vader in 1780 door zijn oom Johannes Luchtmans was voortgezet. Samuel had echter meer belangstelling voor functies in het openbaar bestuur van de stad Leiden en liet de bedrijfsvoering grotendeels aan Johannes over.
Samuel trad al snel toe tot de Leidse vroedschap en werd vervolgens in de schepensbank geplaatst. Ook werd hij lid van de raad van de Waalse kerkeraad en van het schoolbestuur. Hij trouwde met Constantia Elizabeth Rau, dochter van de Utrechtse hoogleraar Sebald Rau en zuster van de Leidse hoogleraar Sebald Fulco Johannes Rau. Ze kregen drie dochters en één zoon (Jean Samuel Luchtmans), maar die laatste overleed al voor zijn vader.
Na het overlijden van zijn moeder betrok Samuel haar buitenplaats Veld- en Rhijnlust aan de Hoge Rijndijk als woonhuis tot de verkoop in 1806 (tussen 1811 en 1816 werd de buitenplaats afgebroken; het terrein werd later gevoegd bij de buitenplaats Rhijnvreugd).
Bij het overlijden van zijn oom Johannes in 1809 zette Samuel de firma nog een drietal jaren alleen voort tot zijn overlijden in 1812. S. en J. Luchtmans vererfde in de vrouwelijke lijn naar Magdalena Henriëtta, dochter van Johannes Luchtmans. Zij was getrouwd met de arts Evert Bodel Nijenhuis. De reeds in 1802 aangestelde bedrijfsleider Johannes Brill (1812-1821) behield de dagelijkse leiding. In 1819 trad ook de kleinzoon van Johannes Luchtmans, J.T. Bodel Nijenhuis (1797), toe tot de leiding van de firma.